# Erik Petersen (aviron)
Pour les articles homonymes, voir Petersen et Erik Petersen (homonymie).
Erik Petersen, né à Copenhague (Danemark) le 23 septembre 1939 et mort le 21 février 2025, est un rameur danois.

## Biographie
Erik Petersen remporte la médaille d'or de quatre sans barreur aux Jeux olympiques d'été de 1964 à Tokyo et la médaille d'argent de la même épreuve aux Championnats d'Europe d'aviron 1964 à Amsterdam.